# Andy Hunt (football)
Ne doit pas être confondu avec Andy Hunt (auteur américain).
Andrew Hunt, plus connu sous le nom d'Andy Hunt (né le 9 juin 1970 à West Thurrock dans l'Essex) est un joueur de football anglais, qui évoluait au poste d'attaquant.
Il est atteint du syndrome de fatigue chronique, ce qui le force à mettre fin à sa carrière à 30 ans.

## Biographie
Avec le club de Charlton, il dispute 42 matchs en Premier League, inscrivant dix buts.

## Palmarès
| Newcastle United - Championnat d'Angleterre D2 (1) : - Champion : 1992-93. |  | Charlton Athletic - Championnat d'Angleterre D2 (1) : - Champion : 1999-00. - Meilleur buteur : 1999-00 (24 buts). |